# Bruichladdich

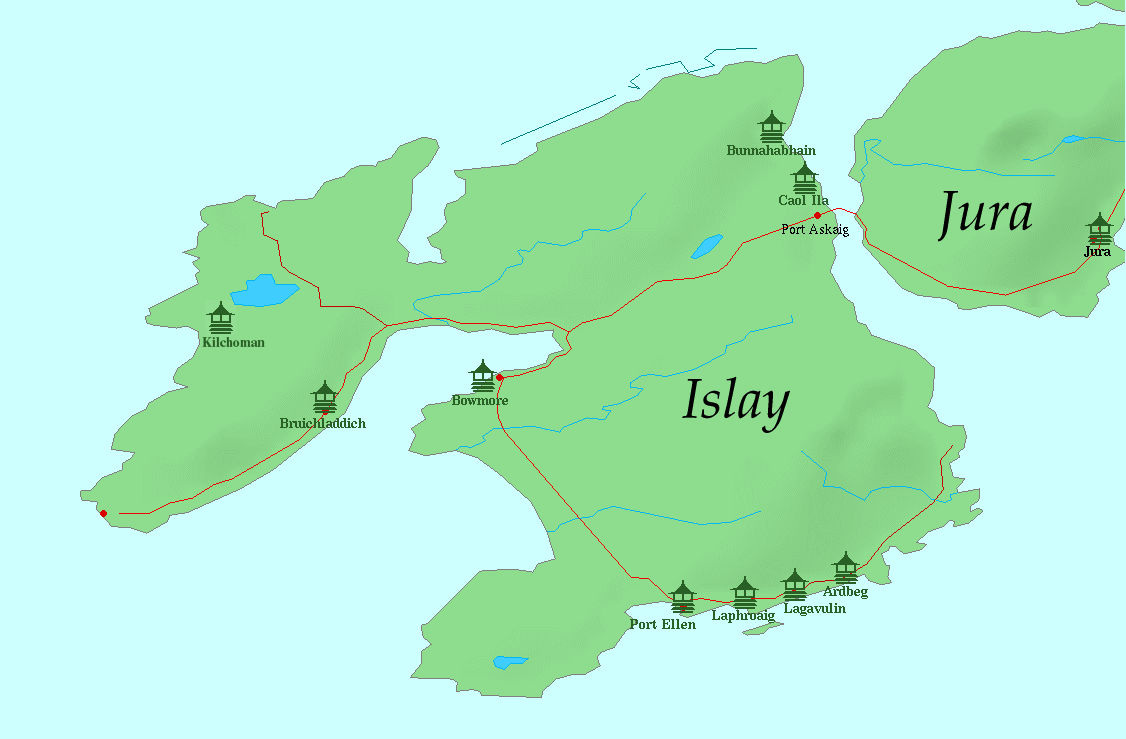
Mapa wyspy Islay z zaznaczonymi wszystkimi destylarniami

Bruichladdich Distillery – destylarnia whisky na półwyspie Rhinns na szkockiej wyspie Islay.
Jest jedną z siedmiu gorzelni na wyspie, i jedyną w pełni niezależną. 
The Harvey Bottling Hall czynny jest on 25 maja 2003 roku. To też jedyny zakład na wyspie butelkujący swoje wyroby na miejscu. Od grudnia 2004 do produkcji używany jest słód  wytwarzany z jęczmienia uprawianego na wyspie. 

## Historia
Bruichladdich zbudowana została w roku 1881 przez braci Roberta Williama oraz Johna Gourlay Harvey nad brzegiem zatoki Loch Indaal, na półwyspie Rinns, najbardziej wysuniętej na zachód części wyspy. Zakład stał się dziełem sztuki destylacji i do dziś sprzęt, na którym pracuje, pozostał niezmieniony. W przeciwieństwie do wielu innych gorzelni, które przebudowane były często ze starych farm, zakład ten od początku budowany był z przeznaczeniem tylko na produkcję whisky. Destylarnia zmieniała właścicieli parokrotnie, w latach 1929 - 1937 była nawet zawieszona produkcja. Zakład zamknięto ponownie w roku 1994, 19 grudnia 2000 został kupiony przez Murraya McDavida i kompletnie przebudowany. Jim McEwan, który pracował ówcześnie w gorzelni Bowmore, został wtedy zatrudniony jako dyrektor produkcji. Wiktoriański styl gorzelni został w większości zachowany. Maszyny, urządzenia, piece oraz systemy rurociągów zostały kompletnie usunięte i odnowione przez lokalnych mechaników i konstruktorów. W całej destylarni nie jest używany ani jeden komputer (z wyjątkiem prac biurowych i kamer internetowych).

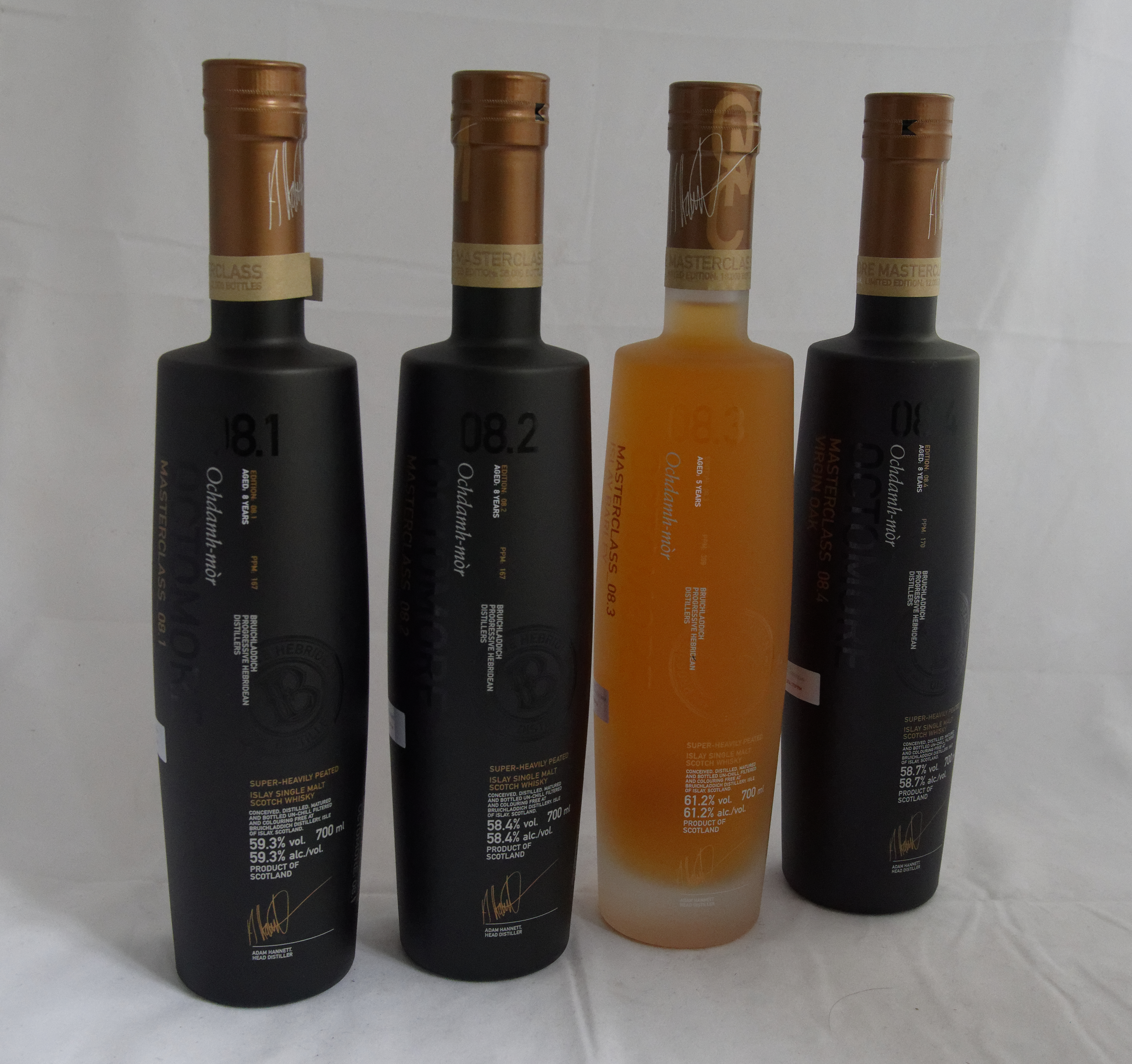
Octomore Masterclass

W sumie zakład wydał ponad 200 roczników. Pełną listę można znaleźć na oficjalnej stronie internetowej.

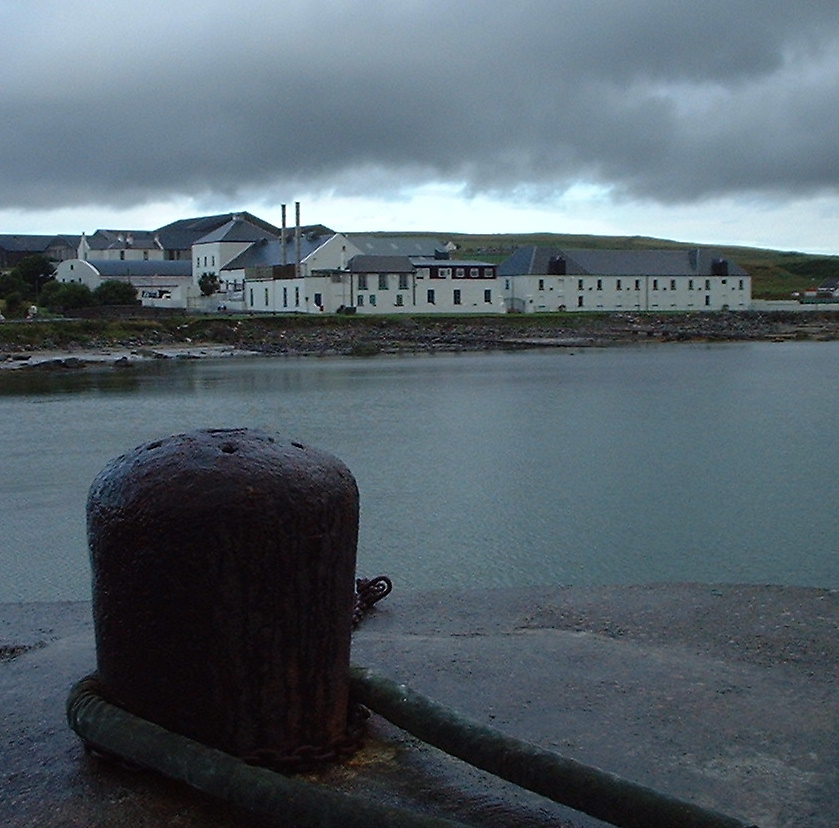
destylernia Bruichladdich